# 飯豊山神社

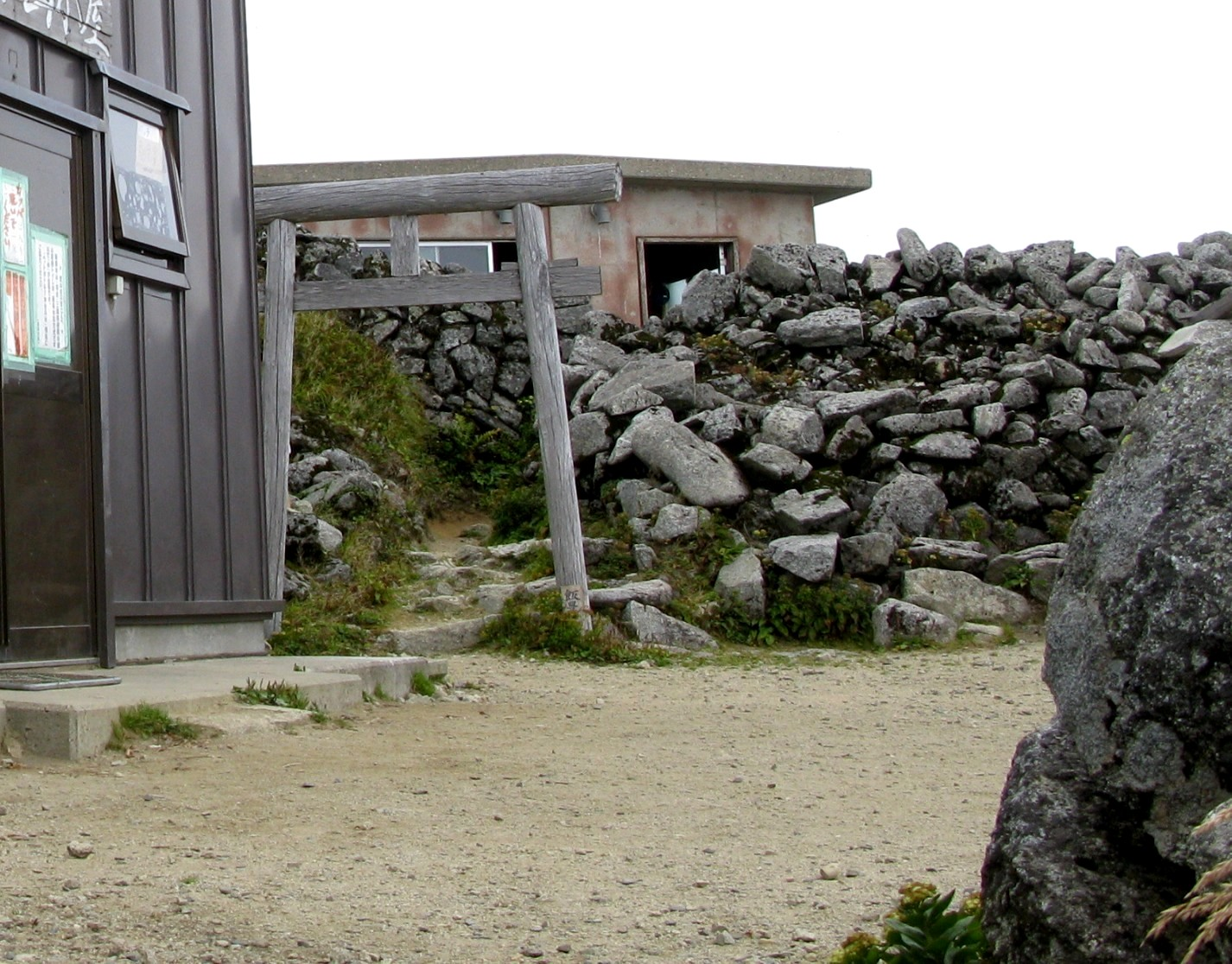
四王子にある奥宮。左は飯豊本山小屋

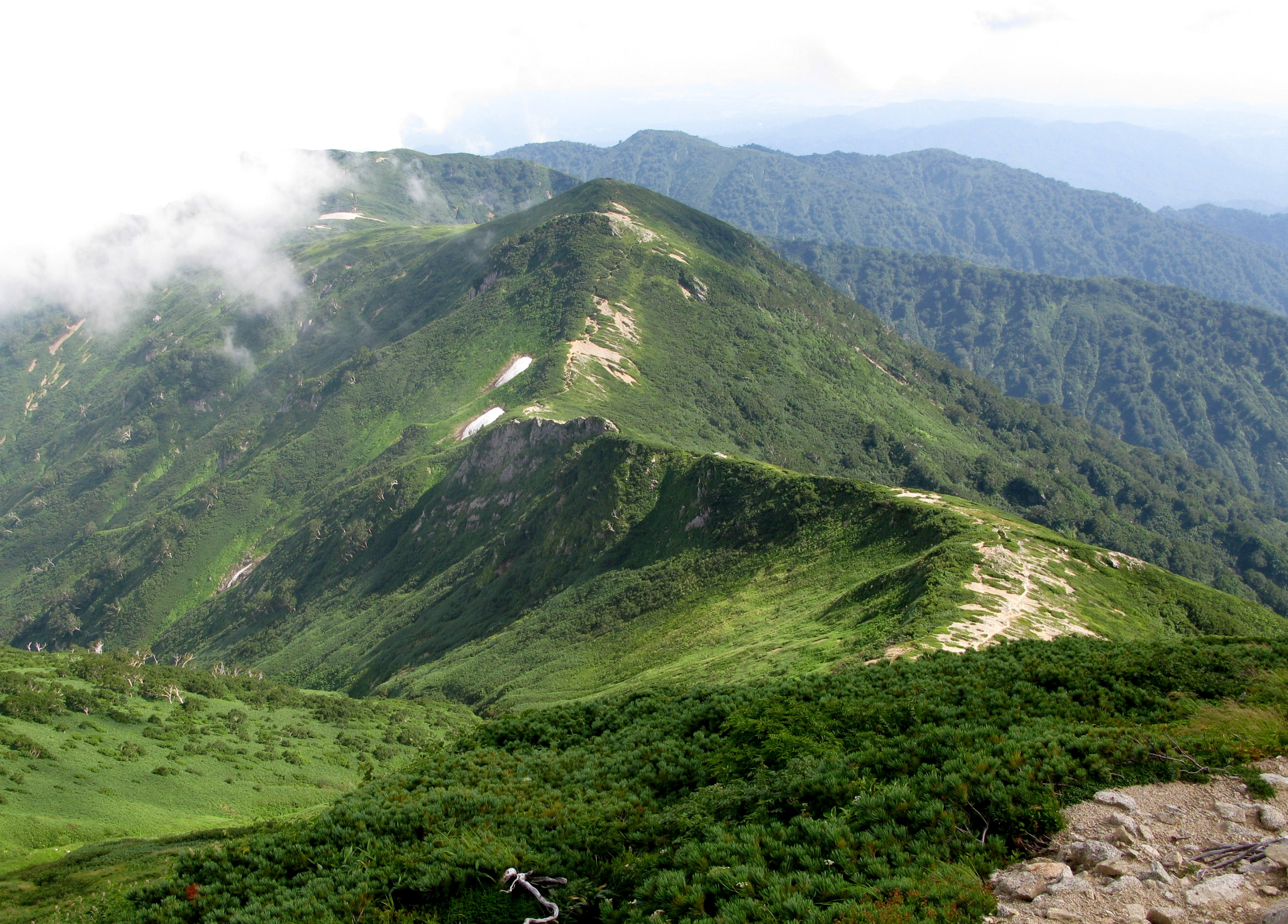
一王子から御秘所、草履塚、切合方面。幅3尺の参詣道（登山道）が続く。登山道の右側（西側）が新潟県、左側（東側）が山形県。

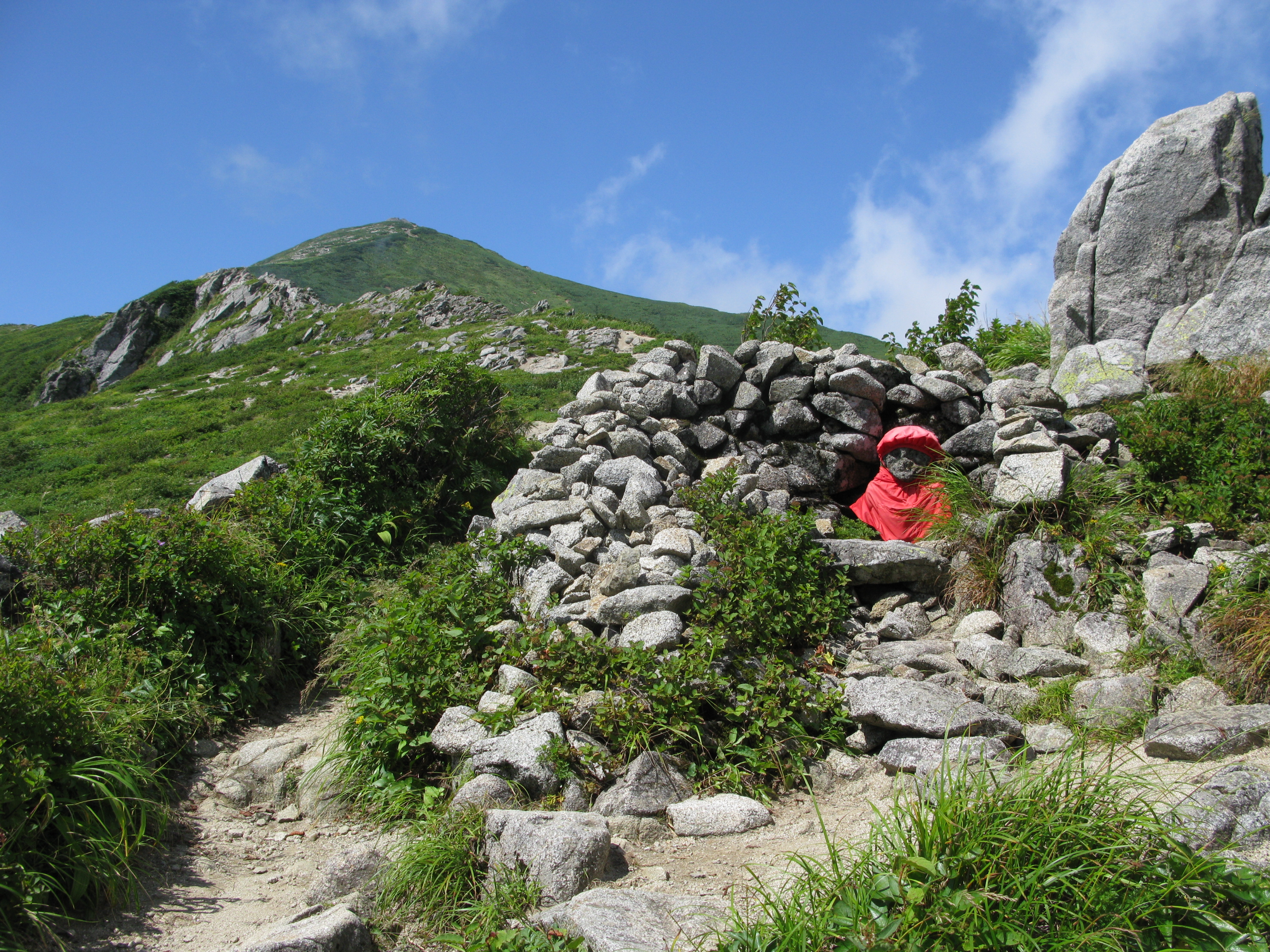
姥権現

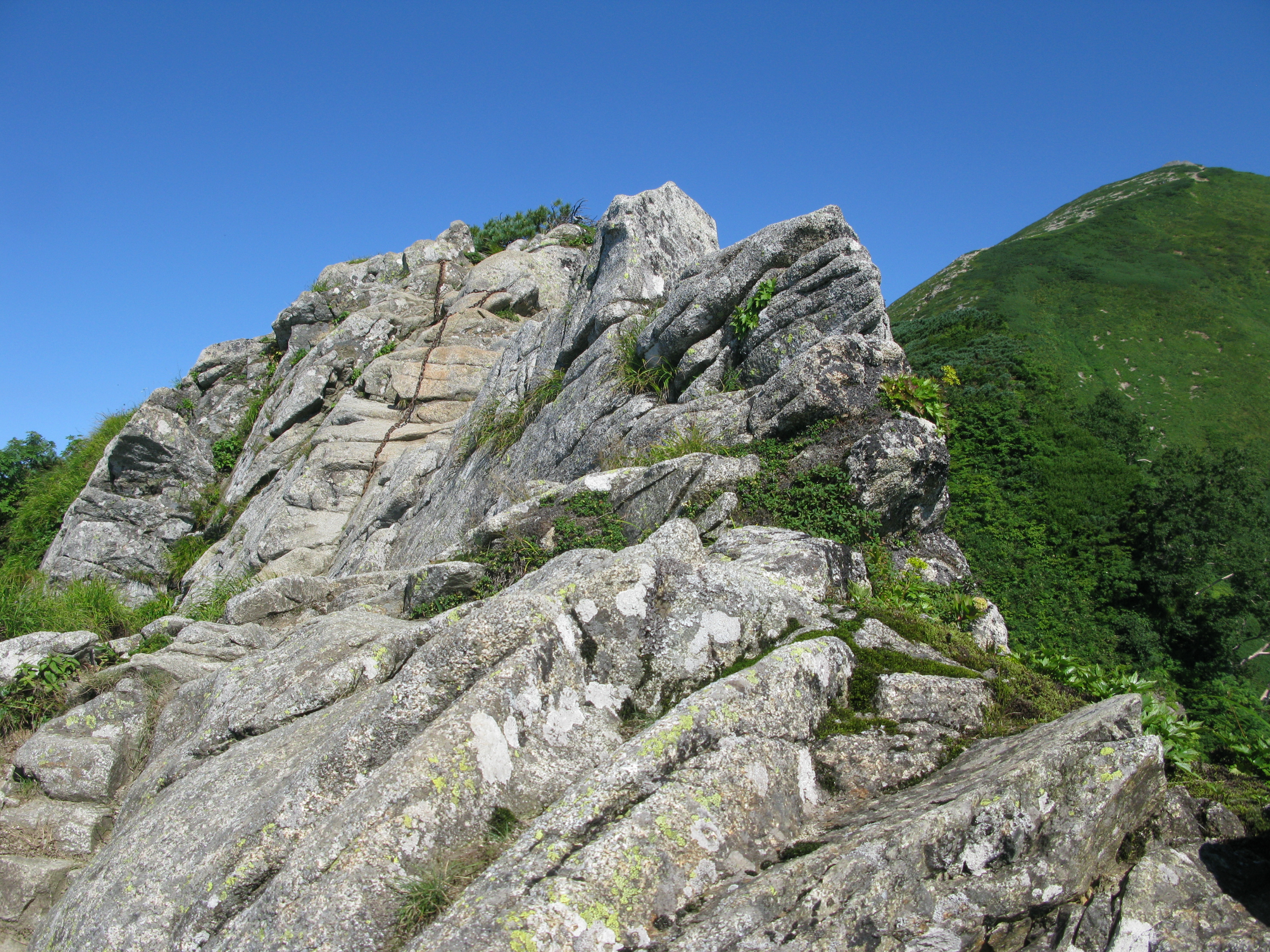
御秘所の鎖場と一王子（右奥）

飯豊山神社（いいでさんじんじゃ）は、福島県喜多方市の飯豊山地主峰である飯豊山南峰（標高2,102m）にある神社である。麓の一ノ木地区中在家に麓宮があり、飯豊山頂の奥宮とともに、両宮が一体のものとされる。旧社格は県社。

## 歴史
開創
飯豊山地は、「山容飯を豊かに盛るが如き」と表現され、これが飯豊の語源になっている。飯豊山神社は、652年（白雉3年）、中国から渡来した僧知道と修験道の開祖役小角が飯豊山頂に登り、この山を飯豊と名付け、さらに飯豊山地を5神の王子に見立てて、一王子、二王子、三王子、四王子、五王子を飯豊山地の祭神として祭ったのが起源とされる。
なお、上記の説のほかに、高僧である徳一、空海、行基に起源を求める説や永保年間（1081年 - 1084年）、後に山伏になった南海、知影の2人の猟師によって開かれたとの説もある。
中興
1595年（文禄4年）、若松城主となった蒲生氏郷は、蓮華寺の僧宥明に命じて廃絶していた参詣道を整備させ、これ以降、麓宮がある一ノ木口が表参道とされ、蒲生氏に代わった松平氏の時代にも、会津守護として手厚く保護された。山の反対側である米沢藩においても手厚く保護され、上杉氏の治世下で大日杉（現・山形県西置賜郡飯豊町岩倉）に岩倉神社が建立され、代々の米沢藩主の奉納木札が残されている。
一ノ木と大日杉は、江戸期においては会津と米沢を結ぶ街道の藩境に位置し、飯豊山参拝の拠点とともに宿場としても栄えた。
信仰
飯豊山信仰は土俗的な信仰であり、飯豊山地それ自体を神体として崇拝する。すなわち、飯豊山地は、越後、会津、出羽の3国の境に聳え立ち、3国を見下ろす。飯豊山から生まれた水は、阿賀野川、荒川、最上川へとなり、山野に恵みをもたらす。また、飯豊山地の周辺では、死者は天空へと上り、先祖は高所である飯豊山から見守っていると信じられており、それらが相まって、飯豊山信仰へとつながった。飯豊山への参詣は、近隣の住民にとって、大人になるための通過儀礼であり、男子が13〜15歳になると飯豊山に登るのがしきたりになっていた。
県境
明治時代になると、廃藩置県が実施され、それまで会津の一部であった東蒲原郡が福島県から切り離され、奥宮は新潟県東蒲原郡実川村（現・阿賀町）に編入されることとなったが、これに麓宮のある耶麻郡一ノ木村（現・喜多方市）が反発、「飯豊山神社は、奥宮と麓宮で一宮である」として一ノ木村の一部であると主張した。結局、1907年に内務省裁定により飯豊山までの参詣道は一ノ木村の土地となった。現在の、いびつな形の福島・新潟・山形県境はこれに由来する。
地形上の3県境がある三国岳付近から飯豊山を経て御西岳の西にある御西小屋付近に至る約7.5キロメートルの登山道と飯豊山頂の神社境内地が福島県である。うち、三国岳から御秘所（おひそ）、御前坂に至る約4キロメートルについては、幅約91センチメートル（3尺）であり、飯豊山頂と飯豊山神社付近は最大300メートルほどの幅がある。

## 社殿
麓宮は、拝殿のみで本殿はない。飯豊山地そのものが神体であるとされたためである。代わりに鎌倉時代末の技法がみられる「銅造五大虚空蔵菩薩坐像」5躯が安置されており、福島県指定重要文化財に指定されている。五大虚空蔵菩薩は、神仏習合において、五社権現の本地仏（神道の神を、その本来の姿であるとされた仏教の仏として表したもの）とされたためである。
飯豊山中には、5王子にちなみ、かつては5箇所の社が設置され、各社には虚空蔵菩薩坐像が毎年の参詣登山期間に背負って運ばれ、1体ずつ安置された。現在も御前坂から山頂に至る地名に一王子から五王子までの名前が残されている。王子は、参拝者にとって、祈願を行う霊場であり、遭難者を保護したり、物資を補給する場所でもあった。一王子は、今でも飯豊山頂付近にある貴重な水場であり、キャンプ場でもある。
なお、飯豊山神社がある場所は四王子で、一等三角点（標高2,105.1m）が設置されている飯豊山頂が五王子である。飯豊山神社 は、山小屋である本山小屋に隣接し、社殿は積み石に囲まれており、その手前に鳥居が立てられている。夏は神職が詰めている。

## 補足
- 飯豊山は、近年まで女人禁制の山であった。江戸時代に禁を破って飯豊山中に入った「小松のマエ」という女が、神の怒りに触れて石に変えられたという。飯豊山神社へと向かう登山道の横にある「姥権現」は、マエを祀ったものと言われており、登山者にとって大きな目印であり、参詣の場となっている。
- 飯豊山神社に続く最も危険な岩場を御秘所（おひそ）と言う。飯豊信仰においても最大の難所とされ、ここを越えることで一人前の男として認められる場所だった[3]。また、御秘所の、どのルートを越えたかによっても利益（りやく）が違ったという。
- 喜多方市一ノ木から飯豊山地を越えて飯豊町岩倉に抜ける街道は、大規模林道飯豊・檜枝岐線（飯豊区間及び一の木区間）として道路建設が行われ、着工から35年後の2013年に全線が開通した。なお事業主体であった緑資源機構は2008年に解散している。